# The Tiger Who Came to Tea
The Tiger Who Came to Tea é um curta-metragem de animação britânico dirigido por Robin Shaw com roteiro escrito por Joanna Harrison. O filme é baseado no livro de mesmo nome de Judith Kerr e foi ao ar no Reino Unido no Channel 4 na véspera de Natal de 2019. Contou com as vozes de David Walliams, David Oyelowo, Clara Ross, Maria Darling, Tamsin Greig, Benedict Cumberbatch e Paul Whitehouse. Também foi lançado em DVD pela Universal Pictures Home Entertainment em 2 de fevereiro de 2020.
Em 2020, ganhou o Prêmio Emmy Kids Internacional de Melhor Animação.

## Elenco
- David Walliams como narrador
- David Oyelowo como o tigre
- Clara Ross como Sophie
- Maria Darling como o garoto da mercearia
- Tamsin Greig como a mãe de Sophie
- Benedict Cumberbatch como o pai de Sophie
- Paul Whitehouse como o leiteiro